# ABCA12
L'ABCA12 (ATP Binding Cassette Subfamily A Member 12) è un trasportatore transmembrana per i lipidi, incluse le ceramidi, appartenente alla famiglia dei  trasportatori ABC, presente solo negli organismi eucarioti pluricellulari.

## Struttura
ABCA12 appartiene a una sottoclasse di trasportatori ABC che contengono 2 domini transmembrana, ciascuno con circa 6 segmenti che attraversano la membrana, e 2 domini di legame ai nucleotidi (NBD), localizzati nel citoplasma.

## Genetica
ABCA12 è codificato dall'omonimo gene strutturale localizzato sul cromosoma 2 in posizione q35 che presenta 53 esoni ed è lungo 206 kb.
Si esprime principalmente nei cheratinociti, ma anche a livello dei testicoli, della placenta, dei polmoni, dello stomaco, del cervello fetale, del colon e del fegato. Nell’epidermide umana normale, ABCA12 è espresso in tutto il tessuto, ma principalmente negli strati spinoso superiore e granulare.

## Funzione
ABCA12 idrolizza l'ATP per trasportare lipidi, come i glucosilceramidi, dal foglietto esterno a quello interno della membrana dei granuli lamellari, dopodiché i lipidi vengono trasportati alla periferia dei cheratinociti attraverso la rete trans-Golgi e i LGs, e rilasciati sulla superficie apicale dei cheratinociti granulari per formare le lamelle lipidiche nello strato corneo dell’epidermide, essenziali per la funzione della barriera cutanea.
Partecipa al trasporto degli enzimi proteolitici associati ai granuli lamellari, regolando così la desquamazione e la differenziazione dei cheratinociti. Inoltre, è essenziale per la regolazione dell’omeostasi del colesterolo cellulare, regolando l’efflusso di colesterolo dipendente da ABCA1 nei macrofagi attraverso l’interazione con NR1H2 e ABCA1.
Uno studio ha mostrato che ABCA12 regola la secrezione di insulina da parte delle cellule β delle isole di Langerhans agendo come trasportatore lipidico.

## Patologie
La mutazione del gene ABCA12 è associata a tre forme di ittiosi congenita autosomica recessiva che porta a una malformazione della barriera lipidica a causa del trasporto lipidico anomalo nelle particelle lamellari delle cellule dello strato corneo:
- l'ittiosi lamellare (IL)
- l'ittiosi arlecchino
- l'eritroderma ittiosiforme congenito

Sono state descritte 56 diverse mutazioni del gene ABCA12 in particolare tra pazienti affetti da ittiosi congenita autosomica recessiva con origini africane, europee, pakistane/indiane e giapponesi in molte parti del mondo. Delle 56 mutazioni, il 36% (20) sono mutazioni nonsense, il 25% sono missense, il 20% consistono in piccole delezioni, l’11% sono mutazioni nei siti di splicing, il 5% sono grandi delezioni e il 4% sono mutazioni da inserzione.
Almeno il 62,5% di tutte le mutazioni riportate è previsto che porti alla produzione di proteine troncate. Non esiste un evidente punto caldo di mutazione nel gene ABCA12, sebbene le mutazioni associate al fenotipo LI siano raggruppate nella regione del primo dominio legante l’ATP.
ABCA12 è inoltre fortemente espresso in alcuni tumori, mentre una ridotta espressione causa alterazioni nel metabolismo del colesterolo. La carenza di ABCA12 nei macrofagi aumenta l'interazione tra LXRβ e ABCA1, provocando la degradazione di ABCA1, una riduzione dell'efflusso di colesterolo e l'accumulo di colesterolo cellulare. La delezione di ABCA12 provoca una redistribuzione selettiva del colesterolo cellulare, alterando i microdomini lipidici di membrana (lipid rafts) e il citoscheletro associato di F-actina, modificando la normale morfogenesi dei granuli secretori contenenti insulina.